# Evangelische Kirche (Janské Lázně)

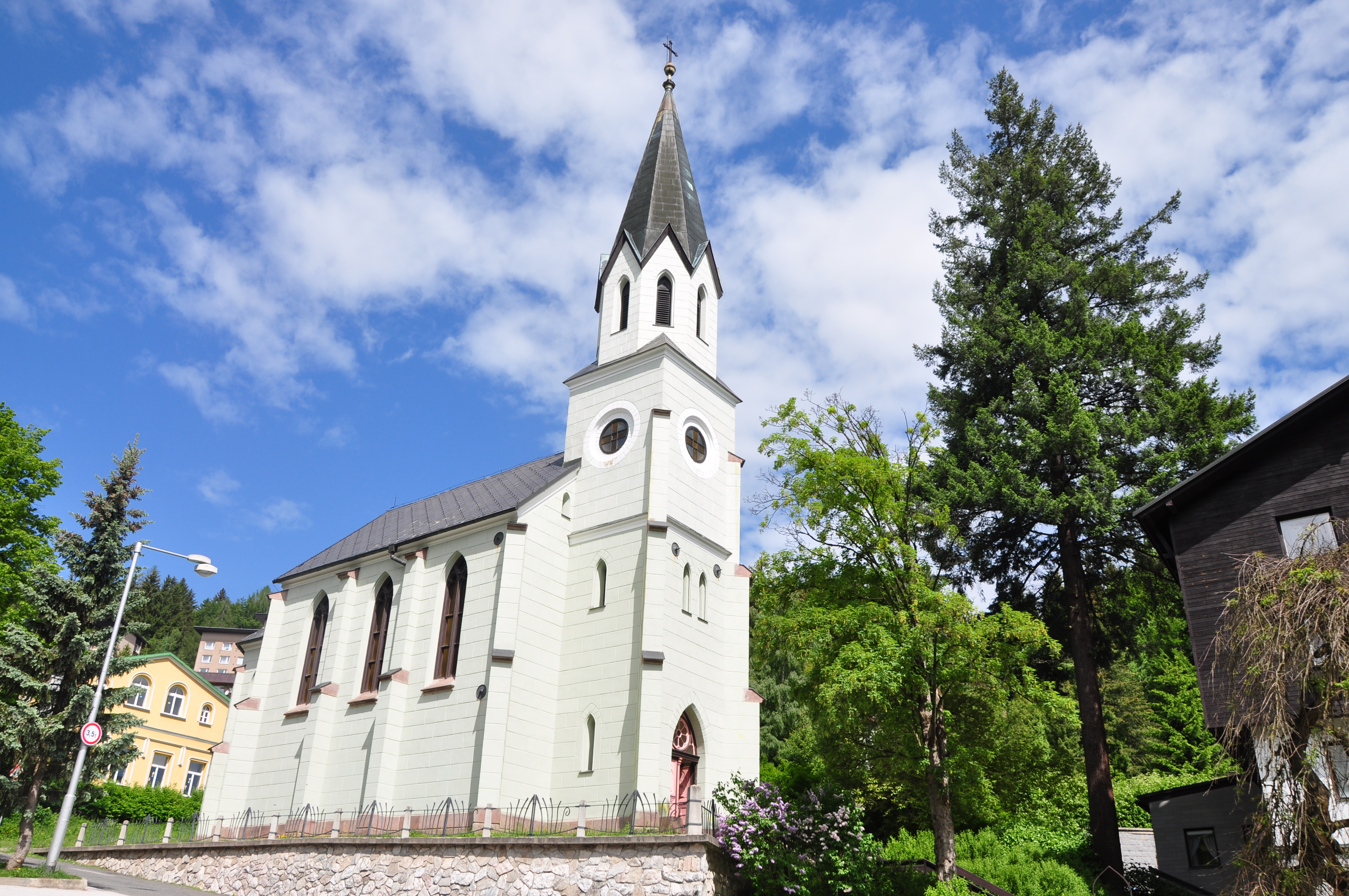
Evangelische Kirche Johannisbad

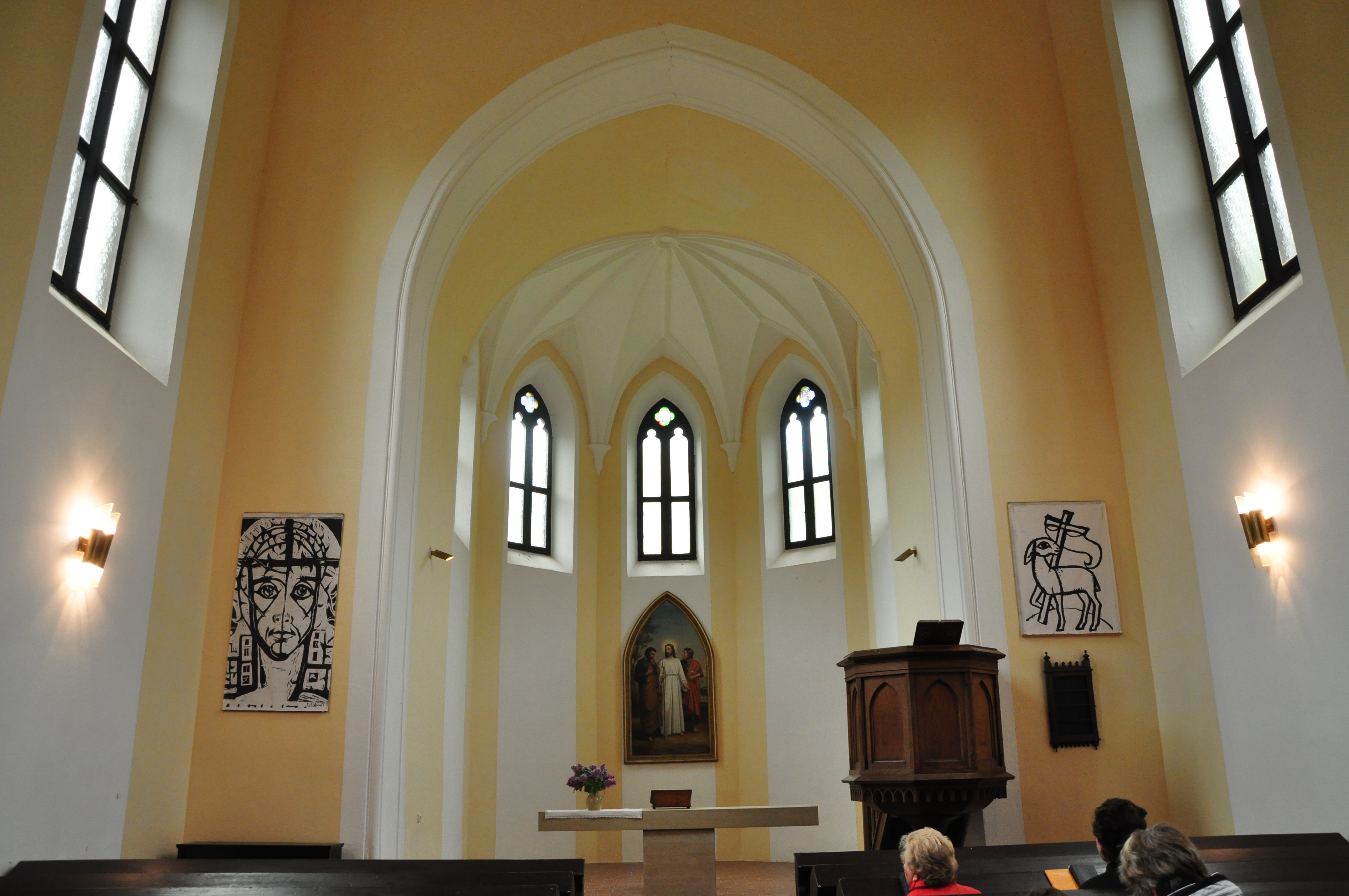
Der Kirchenraum

Die Evangelische Kirche ist ein Kirchengebäude in Janské Lázně (deutsch: Johannisbad), einer zum Okres Trutnov in der Region Königgrätz gehörenden Stadt im tschechischen Riesengebirge.

## Geschichte
Die Gründung der evangelischen Kirchengemeinde von Johannisbad hängt unmittelbar mit der Entwicklung des Ortes als Kurort zusammen, der 1869 politisch selbständig wurde und 1871 mit dem Bahnanschluss an die Bahnstrecke nach Trautenau erreichbar wurde. Zur seelsorgerischen Betreuung der zahlreichen evangelischen Kurgäste namentlich aus Sachsen und Preußen wurde zunächst 1860 eine Predigtstelle von Hermannseifen durch den dortigen Pfarrer Jan Kupka eingerichtet. Nachdem das Protestantenpatent von 1861 die Gleichstellung der Konfessionen im Habsburgerreich garantiert hatte, betrieb Kupka das Projekt eines eigenständigen Kirchenbaus für Johannisbad, der weitgehend vom Gustav-Adolf-Verein finanziert wurde. 1871 konnte ein passendes Grundstück erworben werden, die Grundsteinlegung erfolgte am 18. August 1873, die Einweihung am 31. August 1879 vollzogen Superintendent Daniel Bohumil Molnár aus Prag und Senior Karel Eduard von Lány aus Černilov. Nach den Vorgaben des Eisenacher Regulativs von 1861 entstand eine außen mit Strebepfeilern besetzte und im Innern flachgedeckte Saalkirche mit polygonal geschlossenem kreuzrippengewölbtem Altarhaus. Der vorgesetzte Kirchturm geht über ein Zwischengeschoss in ein übergiebeltes Oktogon über und wird von einem Steilhelm geschlossen. Der Kirchenbau ist im Äußern in Imitation einer Steinquaderung verputzt. Nach Fertigstellung des Kirchenbaus errichtete Kupka das Sola-Fide-Haus (allein durch Glauben) für Kurgäste, das von seiner Schwester Marie Kupková geleitet wurde, 1991 aber durch einen Neubau ersetzt wurde. Die Kirche selbst erfuhr 1999 eine durchgreifende Wiederherstellung.
Nach dem Ende des Habsburgerreichs gehörte die Gemeinde zunächst der Deutschen Evangelischen Kirche in Böhmen, Mähren und Schlesien an, nach Vertreibung der deutschsprachigen Bevölkerung von Johannisbad 1945 wurde das Kirchengebäude 1958 der Evangelischen Kirche der Böhmischen Brüder übergeben und dient seither als Predigtstation von Trautenau.